# Lachy Hulme
Lachlan Stewart Hulme (Melbourne, Victoria; 1 de abril de 1971), más conocido como Lachy Hulme, es un actor y guionista australiano. Entre sus roles destacan Sparks en la película The Matrix Revolutions y Martin Clegg en la serie Offspring.

## Biografía
Hulme se mudó por dos años a Los Ángeles. Asistió al Melbourne's Wesley College, de donde se graduó con honores en drama.

## Carrera
En 2003 apareció en la película The Matrix Revolutions, donde interpretó a Sparks, el operador de la tripulación y miembro de Logos.
En 2007 interpretó al empresario musical Marty Boomstein en BoyTown, BoyTown Confidential y en Meet Marty Boomstein.
Fue el coanfitrión en el show de radio Get This, preentado por Tony Martin, Ed Kavalee y Richard Marsland. 
Entre noviembre de 2008 y enero de 2009 prestó su voz para varios anuncios de NAB. 
Ese mismo año fue considerado para el papel de The Joker en la película The Dark Knight, sin embargo el papel al final lo obtuvo el actor Heath Ledger.
En 2010 se unió al elenco de la serie Offspring, donde interpretó al doctor Martin Clegg,
 hasta el final de la serie en 2017.
En 2011 apareció en la película Killer Elite, donde interpretó a Harris, uno de los blancos del equipo.
En 2012 se unió al elenco de la película Beaconsfield, donde interpretó al minero Todd Russell, quien queda atrapado junto con otro minero luego de que la mina donde trabajaban se derrumbara. Ese mismo año interpretó al magnate Kerry Packer en la miniserie Howzat! Kerry Packer's War.
En 2013 se unió al elenco principal de la miniserie Power Games: The Packer-Murdoch Story, donde interpretó a Sir Frank Packer, el fundador de la cadena Nine Network y padre del magnate Kerry Packer (Luke Ford).
En mayo de 2014 se anunció que Lachy se uniría a la segunda temporada de la serie It's a Date, la cual sería estrenada en 2015. Ese mismo año se anunció que se uniría al elenco principal de la miniserie The Secret River para interpretar a Thomas Blackwood, compartiendo créditos con los actores Oliver Jackson-Cohen, Genevieve Lemon y Sarah Snook.
En 2015 dio vida a Lord Herbert Kitchener, un militar británico en la serie Gallipoli.
En enero de 2018 se unió al elenco principal de la serie Romper Stomper, donde dio vida a Blake Farron, el líder del grupo "Patriot Blue".
En 2024 interpreta al villano Immortan Joe en la película Furiosa: A Mad Max Saga, precuela de Mad Max: Fury Road (2015), ambas dirigidas por George Miller.

## Filmografía

### Televisión
| Año         | Título                                | Personaje            | Notas                                                      |
| ----------- | ------------------------------------- | -------------------- | ---------------------------------------------------------- |
| 2018        | Romper Stomper                        | Blake Farron         | 6 episodios                                                |
| 2010 - 2017 | Offspring                             | Dr. Martin Clegg     | 69 episodios                                               |
| 2016        | The Caravan                           | Martin Clegg         | Miniserie; 7 episodios                                     |
| 2015        | The Ex-PM                             | Lachy                | Episodio: "Immortality"                                    |
| 2015        | The Secret River                      | Thomas Blackwood     | Miniserie; 2 episodios                                     |
| 2015        | Gallipoli                             | Lord Kitchener       | Miniserie; 3 episodios                                     |
| 2014        | It's a Date                           | Rory                 | Episodio: "How Much Research Should You Do Before Dating?" |
| 2013        | Power Games: The Packer-Murdoch Story | Frank Packer         | Miniserie; 2 episodios                                     |
| 2012        | Howzat! Kerry Packer's War            | Kerry Packer         | Miniserie; 2 episodios                                     |
| 2010        | The Librarians                        | Hasan                | 2 episodios                                                |
| 2009        | Rush                                  | Jacob White          | Episodio # 2.5                                             |
| 2009        | Chandon Pictures                      | Derek                | Episodio: "Script Is Written"                              |
| 2008        | The Hollowmen                         | David "Murph" Murphy | 12 episodios                                               |
| 2002        | White Collar Blue                     | Frank Conti          | 2 episodios                                                |
| 1999        | Stingers                              | Graeme Wilkins       | Episodio: "Signal One"                                     |
| 1998        | Blue Heelers                          | Joe Fantini          | 2 episodios                                                |
| 1997        | Raw FM                                | Ruthy                | Episodio: "In Arcadia"                                     |

### Cine
| Año  | Título                                 | Personaje         | Notas                                                                                              |
| ---- | -------------------------------------- | ----------------- | -------------------------------------------------------------------------------------------------- |
| 2024 | Furiosa: A Mad Max Saga                | Immortan Joe      | Junto a Anya Taylor-Joy y Chris Hemsworth                                                          |
| 2014 | The Little Death                       | Kim               | Junto a Bojana Novakovic, Josh Lawson, Damon Herriman, Lisa McCune, Ben Lawson y Patrick Brammall  |
| 2014 | John Doe: Vigilante                    | Ken Rutherford    | Junto a Jamie Bamber, Paul O'Brien y Fletcher Humphrys                                             |
| 2013 | Border Protection Squad                | Dennis            | Junto a Christian Clark, Josh Lawson, Amy Ruffle y Ash Williams                                    |
| 2012 | Scumbus                                | Adam Yeardley     | Junto a Henry Nixon, Christian Clark y Samantha Tolj                                               |
| 2012 | Jack Irish: Black Tide                 | Dean Canetti      | Junto a Guy Pearce, Marta Dusseldorp, Roy Billing, Shane Jacobson, Don Hany y Damien Garvey        |
| 2012 | Beaconsfield                           | Todd Russell      | Junto a Shane Jacobson, Simon Lyndon, Cameron Daddo, Anthony Hayes, Michala Banas y Richard Davies |
| 2012 | Any Questions for Ben?                 | Sam               | Junto a Josh Lawson, Rachael Taylor, Christian Clark, John Howard y Daniel Henshall                |
| 2011 | Killer Elite                           | Harris            | Junto a Jason Statham, Aden Young, Clive Owen, Ben Mendelsohn y Matthew Nable                      |
| 2007 | Meet Marty Boomstein                   | Marty Boomstein   | Cortometraje; junto a Tony Martin                                                                  |
| 2007 | BoyTown Confidential                   | Marty Boomstein   | Junto a Wayne Hope, Mick Molloy y Josh Lawson                                                      |
| 2007 | BoyTown                                | Marty Boomstein   | Junto a Wayne Hope, Sancia Robinson, Victoria Hill, Sally McDonald y Andy McPhee                   |
| 2006 | Macbeth                                | Macduff           | Junto a Sam Worthington, Joel Edgerton, Damian Walshe-Howling, Victoria Hill y Jonny Pasvolsky     |
| 2003 | The Matrix Revolutions                 | Sparks            | Junto a Keanu Reeves, Laurence Fishburne y Carrie-Anne Moss                                        |
| 2002 | The Crocodile Hunter: Collision Course | Robert Wheeler    | Junto a Steve Irwin, Magda Szubanski y Aden Young                                                  |
| 2001 | Let's Get Skase                        | Peter Dellasandro | Junto a Alex Dimitriades y Craig McLachlan                                                         |
| 2001 | Four Jacks                             | Carl Porter       | Junto a Stephen Pease, Adam Haddrick y Alan King                                                   |
| 1994 | The Intruder                           | Intruso           | Junto a Tottie Goldsmith y Paul Moder                                                              |

### Escritor
| Año  | Título               | Notas                                 |
| ---- | -------------------- | ------------------------------------- |
| 2007 | Meet Marty Boomstein | Escritor                              |
| 2001 | Let's Get Skase      | Escritor                              |
| 1997 | Men with Guns        | Escritor                              |
| 1992 | Acropolis Now        | Escritor; episodio: "The Lars Supper" |

### Videojuegos
| Año  | Título           | Personaje | Notas                           |
| ---- | ---------------- | --------- | ------------------------------- |
| 2003 | Enter the Matrix | Sparks    | Prestó su voz para el personaje |

### Teatro
| Año  | Obra   | Personaje | Director(a) | Teatro                 | Notas                                                                 |
| ---- | ------ | --------- | ----------- | ---------------------- | --------------------------------------------------------------------- |
| 2009 | Elling | -         | Pamela Rabe | Sydney Theatre Company | Junto a Darren Gilshenan, Glenn Hazeldine, Yael Stone y Frank Whitten |

## Premios y nominaciones
| Año  | Categoría                              | Premio                              | Trabajo nominado                                     | Resultado |
| ---- | -------------------------------------- | ----------------------------------- | ---------------------------------------------------- | --------- |
| 2018 | Most Outstanding Actor                 | Logie Award                         | Romper Stomper                                       | Nominado  |
| 2016 | Best Guest or Supporting Actor – Drama | AACTA Award                         | The Secret River                                     | Nominado  |
| 2014 | Most Outstanding Actor                 | Silver Logie Award                  | Power Games: The Packer-Murdoch Story                | Ganador   |
| 2014 | Best Lead Actor in a Television Drama  | AACTA Award                         | Power Games: The Packer-Murdoch Story                | Ganador   |
| 2013 | Most Popular Actor                     | Silver Logie Award                  | Howzat! Kerry Packer's War, Beaconsfield y Offspring | Nominado  |
| 2013 | Most Outstanding Actor                 | Silver Logie Award                  | Howzat! Kerry Packer's War                           | Nominado  |
| 2013 | Best Lead Actor in a Television Drama  | AACTA Award                         | Howzat! Kerry Packer's War                           | Nominado  |
| 2001 | Best Actor                             | Melbourne Underground Film Festival | Four Jacks                                           | Ganador   |